# الهجرة الكورسيكية إلى بورتوريكو

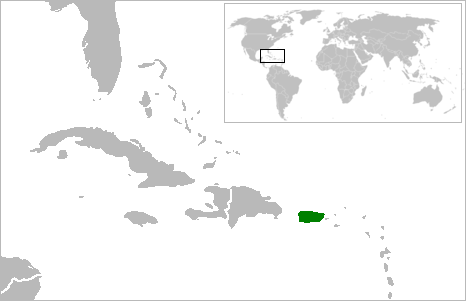
منطقة بورتوريكو

نتج عن الهجرة الكورسيكية إلى بورتوريكو في القرن التاسع عشر تغييرات اقتصادية وسياسية واسعة النطاق في أوروبا، مما زاد من صعوبة الحياة على الفلاحين والطبقات الزراعية في كورسيكا ومناطق أخرى. جذبت الثورة الصناعية الثانية المزيد من الكورسيكيين إلى المناطق الحضرية للعمل، وأدى مرور فترات طويلة من الجفاف إلى فشل المحاصيل، وانتشار الأمراض فيها على نطاق واسع، وزاد الاستياء السياسي. في أوائل القرن التاسع عشر، فقدت إسبانيا معظم ممتلكاتها فيما يسمى «العالم الجديد» عندما حصلت مستعمراتها على الاستقلال. كانت تخشى التمرد في آخر مستعمراتها في منطقة البحر الكاريبي: بورتوريكو وكوبا. أصدر الملك الإسباني المرسوم الملكي لعام 1815 الذي عزز وشجع هجرة الكاثوليك الأوروبيين، حتى وإن لم يكونوا من أصل إسباني، إلى مستعمراتها في منطقة البحر الكاريبي.
هاجرت مئات العائلات من كورسيكا إلى بورتوريكو. كان للكورسيكيين والمنحدرين من أصل كورسيكي دورًا أساسيًا في تطوير اقتصاد الجزيرة، وخاصة في صناعة القهوة.

## أول هجرات الكورسيكيين الموثقة
كان خوان فانتوزي أول كورسيكي موثق يهاجر إلى بورتوريكو. ولد عام 1734 في مورسيجليا، كورسيكا. هاجر إلى ما يعرف الآن بأغواديلا في ستينيات القرن الثامن عشر، حيث تزوج جوزيفا مارتينيز، أنجبا طفلان هما فرانسيسكو وخوان ماريا فانتوزي. توفي في 5 نوفمبر 1798. تؤكد شهادة وفاته أصله الكورسيكي.

## كورسيكا في القرن التاسع عشر
كورسيكا جزيرة تقع غرب إيطاليا وجنوب شرق البر الرئيسي لفرنسا. تنتمي كورسيكا إلى جمهورية جنوة (قبل أن تصبح جنوة جزءًا من إيطاليا) وفي عام 1768 أصبحت تابعة لفرنسا من أجل سداد الديون. اعتمد سكان الجزيرة إلى حد كبير على الاقتصاد الزراعي من أجل البقاء.
من نهاية القرن الثامن عشر وحتى بداية القرن التاسع عشر، حدثت تغييرات في أوروبا أثرت بشكل كبير على حياة الفرنسيين وشعب كورسيكا. مع الثورة الصناعية الثانية، بدأ العديد من العمال الزراعيين السابقين في الانتقال إلى المدن الكبرى على أمل العثور على وظائف ذات رواتب أفضل وتحقيق حياة أفضل. ماتت المحاصيل وأصيب الذي نجا منها بالأمراض بسبب الفترات الطويلة من الجفاف، إذ دمر وباء فيلوكسيرا صناعة النبيذ الكورسيكي وصناعات فرنسية أخرى. أدى انتشار وباء الكوليرا إلى ارتفاع معدل الوفيات، وحدوث تدهور عام في الظروف الاقتصادية. بدأت العديد من المزارع في كورسيكا بالفشل.
كنتيجة لذلك، اندلع استياء سياسي واسع النطاق على شكل نزاع مسلح مرير بين الشعب والحكومة، خاصة في ثورات 1848. أطيح بالملك الفرنسي لويس فيليب في تلك الثورة وأعلنت الجمهورية بحكومة مؤقتة. ظهرت ثلاث مجموعات سياسية جديدة خلال تلك الحقبة: هم الليبراليون والراديكاليون والاشتراكيون. ترك مزيج من الكوارث من صنع الإنسان والطبيعية في كورسيكا شعورًا حادًا باليأس. حدث كل ذلك في وقت كانت إسبانيا تتزايد فيه خوفًا من احتمال حدوث تمرد في مستعمراتها في منطقة البحر الكاريبي، وبورتوريكو وكوبا.